# Кислянка (річка)
Кисля́нка — річка в Україні, у межах Яворівського (витоки) і Жовківського районів Львівської області. Права притока Деревнянки (басейн Західного Бугу). 

## Опис
Довжина 12 км, площа басейну 44,1 км². Річище слабозвивисте, у нижній течії місцями випрямлене і каналізоване. Заплава порівняно широка, у верхній течії вузька і часто однобічна. 

## Розташування
Кислянка бере початок між залісненими пагорбами Розточчя, на південний захід від села Козулька, на території Яворівського національного природного парку.  Тече переважно на північний схід спершу через Розточчя, а в середній та нижній частині — в межах Надбужанської котловини. Впадає до Деревнянки на північ від села Бір-Кунинський. 
Основна притока: Червенець (ліва).